# Bracon gemmaecola
Bracon gemmaecola är en stekelart som först beskrevs av Joseph Augustine Cushman 1927.  Bracon gemmaecola ingår i släktet Bracon och familjen bracksteklar. Inga underarter finns listade.